# Kłamczucha (film)
Kłamczucha – polski film familijny z 1981 na podstawie powieści Kłamczucha (1979) Małgorzaty Musierowicz.

## Główne role
- Małgorzata Wachecka – Aniela
- Grzegorz Matysik – Paweł
- Marek Wójcicki – Robert
- Ewa Borowik – Tosia
- Irena Kownas – wicedyrektor
- Sława Kwaśniewska – ciocia Lila
- Tatiana Sosna-Sarno – Danka
- Justyna Zaremba – Romcia
- Ryszard Dembiński – profesor
- Wiesław Drzewicz – Dmuchawiec
- Wirgiliusz Gryń – ojciec
- Leonard Pietraszak – Mamert
- Piotr Pieszyński – Tomcio

## Opis fabuły
Aniela Kowalik ma 16 lat i mieszka z ojcem rybakiem w Ustce. Marzy by zostać aktorką. Pewnego dnia w swym rodzinnym miasteczku poznaje chłopaka, Pawła i zakochuje się w nim od pierwszego wejrzenia. On mieszka w Poznaniu i tam się uczy w liceum, wkrótce wyjeżdża. Aniela postanawia za wszelką cenę z nim być, nawet kosztem najbliższych. Niespodziewanie pojawia się u dalekich krewnych w Poznaniu i opowiada im o powtórnym ślubie ojca. Od tej pory konsekwentnie realizuje swój plan.

## Plenery
- Poznań, Ustka.